# Escadre de Perse
L'escadre de Perse est une escadre française partie pour les Indes orientales à la fin du XVIIe siècle. Emmenée par Jacob Blanquet de la Haye, déclaré gouverneur des Indes, elle fut détruite par les Néerlandais, alliés au sultan de Golconde, en 1674 devant San Thome (actuellement subdivision de Mylapore, un quartier de Chennai, au Tamil Nadu, en Inde du Sud). L'échec ne fut pas total, car il aboutit indirectement à la fondation du comptoir français de Pondichéry, à 150km plus au sud.